# Charles Ruhl
Charles Edward Ruhl (Norfolk, Virginia, 1936 - íd., 25 de diciembre de 2009) fue un lingüista y semántico estadounidense, profesor emérito de inglés en la Universidad Old Dominion de Norfolk.

## Biografía
Tras graduarse de la Milton Hershey School, Ruhl se licenció en filosofía en el Gettysburg College (1960), e hizo una maestría en inglés en la Universidad de Purdue (1965), doctorándose en lingüística en la Universidad de Carolina del Norte (Chapel Hill), en 1972, donde además enseñó lingüística. Después pasó a la Universidad Central de North Carolina. Desde 1974 hasta su jubilación en 1999 enseñó en la Universidad Old Dominion de su natal Norfolk, donde su esposa Janet Bing era profesora de inglés. Allí dirigió el programa de posgrado y presidió el departamento de inglés. Participó activamente en varias organizaciones profesionales y publicó muchos artículos, pero su contribución más notable fue un libro monográfico, On Monosemy A Study in Linguistic Semantics / Sobre la monosemia. Un estudio de semántica lingüística (1989).
En este libro, el autor sostiene que las palabras deben presumirse inicialmente como monosémicas: tienen un significado único y muy abstracto. La investigación semántica debe buscar primero un significado unitario, recurriendo a la polisemia, homonimia o idiomaticidad solo cuando falla un intento extenso. Utilizando una gran base de datos, muestra que algún supuesto significado semántico "léxico" es realmente pragmático o extralingüístico. Además estudia la teoría y los métodos de investigación lingüística más directamente relacionados con los campos de la semántica y la pragmática, y también con la lexicografía, la ciencia cognitiva y la inteligencia artificial. La hipótesis de la monosemia implica cambios significativos de perspectiva y aplicación para todos los campos que se ocupan de la definición léxica.
Murió el 25 de diciembre de 2009 después de una larga enfermedad.